# México en los Juegos Olímpicos
México en los Juegos Olímpicos está representado por el Comité Olímpico Mexicano. Su capital, la Ciudad de México, fue sede de los XIX Juegos Olímpicos de 1968. De esta manera, fue el primer país latinoamericano y el primero de habla hispana en organizar una cita olímpica.
La primera participación de deportistas mexicanos se produjo en los Juegos Olímpicos de París 1900 con los integrantes del equipo de polo denominado "Norteamérica", integrado por Manuel Escandón Barrón, Pablo Escandón Barrón, Eustaquio Escandón Barrón y William Hyden Wright.
Pero no fue sino hasta los Juegos Olímpicos de París 1924 que México envió una delegación olímpica formal representada por un comité olímpico. Desde entonces, ha participado en 24 ediciones de manera consecutiva, obteniendo, hasta la conclusión de París 2024, un total de 78 medallas, de las cuales 13 son de oro. A ello se agregan sus actuaciones en deportes de exhibición donde ha obtenido 25 medallas, nueve de oro incluidas.
En los Juegos Olímpicos de Invierno la primera participación se produjo en la edición de Sankt-Moritz 1928 a través del equipo de bobsleigh. Sin embargo no volvería tomar parte de esta versión de los juegos hasta Sarajevo 1984, y desde entonces con relativa intermitencia ha participado, sin aun lograr una medalla olímpica.

## Desempeño
Luego de los Juegos Olímpicos de París 2024, México se ubica en la posición número 44 sobre 159 delegaciones ganadoras de medalla (de 270 participantes), en el medallero histórico de los Juegos Olímpicos, con 13 de oro y 78 en total, siendo el 4.º país latinoamericano, detrás de Cuba (16.º), Brasil (27.º) y Argentina (22.º).
La primera medalla olímpica fue obtenida el 28 de mayo de 1900 por la Selección mexicana de polo llamada en ese evento "Norteamérica", integrada por Manuel Escandón y Barrón, Pablo Escandón y Barrón, Eustaquio Escandón y Barrón y William Hayden Wright.
Las participaciones individuales más destacadas fueron las siguientes: Humberto Mariles Cortés en Londres 1948 durante las pruebas de equitación; salto individual, salto por equipos y en la prueba de los Tres días, al conseguir la medalla de oro en las dos primeras y bronce en la última, siendo así el único deportista mexicano en ganar 2 medallas de oro y 3 medallas en unos mismos Juegos Olímpicos. Y la del clavadista Joaquín Capilla en Londres 1948 (bronce en plataforma), Helsinki 1952 (plata en plataforma) y Melbourne 1956 (oro en plataforma y bronce en trampolín), para ser el primer deportista mexicano en ganar medallas olímpicas en dos o más Juegos Olímpicos y el máximo ganador de medallas olímpicas con 4.
También destacan los casos de Ernesto Canto, medalla de oro en marcha de 20 km en Los Ángeles 1984, quien fuera el primer atleta mexicano en ser campeón olímpico y mundial (Helsinki 1983). Situación que repetiría María del Rosario Espinoza medalla de oro en Tae-Kwon-Do +67 kg en Pekín 2008 y que previamente había ganado el campeonato mundial de 2007.
Alberto Valdés Lacarra (montando a Lady Mirka) medalla de bronce en la prueba de salto por equipos en equitación en Moscú 1980 quien es hijo del teniente coronel Alberto Valdés Ramos, campeón olímpico en Londres 1948. Es el único caso en la historia de la equitación olímpica en que padre e hijo han ganado medallas en el mismo evento.
México ha conseguido en dos ocasiones el 1-2 (oro y plata) en una prueba olímpica: En Londres 1948 durante la prueba de salto individual de Equitación con Humberto Mariles Cortés (montando a Arete) y Rubén Uriza Castro (montando a Hatuey); y en Los Ángeles 1984 en la marcha de 20 km con Ernesto Canto y Raúl González.
En deportes de conjunto, las mejores participaciones mexicanas han sido las siguientes: La selección de baloncesto en Berlín 1936 obtuvo la medalla de bronce en Berlín 1936; las de selecciones de Polo en París 1900 y Berlín 1936 también concluyeron con la presea de bronce. Después de esto solo habían sobresalido con el 4.º y 5.º puesto, las selecciones de fútbol y básquetbol, respectivamente, en México 1968. Hasta que en Londres 2012, la selección sub-23 obtuvo la primera medalla de oro en fútbol; la segunda de esta disciplina sería de bronce en Tokio 2020.
La mejor participación ocurrió como local durante los Juegos Olímpicos de México 1968 al obtener 9 medallas (3 de oro, 3 de plata y 3 bronce). Las mejores fuera de su país fueron en Londres 2012 con 8 medallas (1 de oro, 3 de plata y 4 de bronce), en Los Ángeles 1984 con 6 medallas (2 de oro, 3 de plata y 1 de bronce) y en Sídney 2000 con 6 medallas (1 de oro, 2 de plata y 3 de bronce).
Las peores actuaciones fueron en Juegos Olímpicos de París 1924 y Ámsterdam 1928, primeras y únicas participaciones en las que no se obtuvo ninguna medalla.
En el período 1900-2024 (no participó entre 1904-1920) México obtuvo 78 medallas en 25 participaciones, lo que significa un promedio de 3 medallas en cada edición.

## Medallistas
| Evento              |    |    |    | T  | Detalle |
| ------------------- | -- | -- | -- | -- | --- |
| París 1900          | 0  | 0  | 1  | 1  | Polo, masculino; Manuel Escandón y Barrón, Pablo Escandón y Barrón, Eustaquio Escandón y Barrón y William Hayden Wright |
| Los Ángeles 1932    | 0  | 2  | 0  | 2  | Boxeo, Peso Mosca, Francisco Cabañas Tiro, Rifle de aire 50 metros Gustavo Huet Bobadilla |
| Berlín 1936         | 0  | 0  | 3  | 3  | Baloncesto, Varonil, Carlos Borja Morca, Víctor Hugo Borja Morca, Raúl Fernández Robert, Silvio Hernández del Valle, Francisco Martínez Cordero, Jesús Olmos Moreno, Greer S. Skousen Spilsbury, Rodolfo Choperena Irizarri, Andrés Gómez Domínguez, Luis Ignacio de la Vega Leija y José Pamplona Lecuanda Boxeo, Peso gallo, Fidel Ortiz Polo, Varonil, Juan Gracia Zazueta, Antonio Nava Castillo, Julio Mueller Luján y Alberto Ramos Sesma |
| Londres 1948        | 2  | 1  | 2  | 5  | Equitación, Salto individual, Humberto Mariles Cortés (montando a Arete) Equitación, Salto por equipos, Humberto Mariles Cortés (montando a Arete), Rubén Uriza Castro (montando a Hatuey) y Alberto Valdés Ramos (montando a Chihuahua) Equitación, Salto individual Rubén Uriza Castro (montando a (Hatuey) Clavados, Plataforma, Joaquín Capilla Equitación, Prueba de los Tres Días por equipos, Humberto Mariles Cortés (montando a Parral), Raúl Campero (montando a Tarahumara) y Joaquín Solano Chagoya (montando a Malinche) |
| Helsinki 1952       | 0  | 1  | 0  | 1  | Clavados, Plataforma, Joaquín Capilla |
| Melbourne 1956      | 1  | 0  | 1  | 2  | Clavados, Plataforma Joaquín Capilla Clavados, Trampolín Joaquín Capilla |
| Roma 1960           | 0  | 0  | 1  | 1  | Clavados, Trampolín, Juan Botella Medina |
| Tokio 1964          | 0  | 0  | 1  | 1  | Boxeo, Peso gallo Juan Fabila Mendoza |
| México 1968         | 3  | 3  | 3  | 9  | Boxeo, Peso Mosca, Ricardo Delgado Nogales Boxeo, Peso Pluma, Antonio Roldán Natación, 200 m pecho, Felipe Muñoz Atletismo, Marcha 20 km, José Pedraza Zúñiga Clavados, Plataforma, Álvaro Gaxiola Esgrima, Florete individual, María del Pilar Roldán Boxeo, Peso completo, Joaquín Rocha Boxeo, Peso gallo, Agustín Zaragoza Natación, 800 m libres, María Teresa Ramírez |
| Múnich 1972         | 0  | 1  | 0  | 1  | Boxeo, Peso gallo, Alfonso Zamora |
| Montreal 1976       | 1  | 0  | 1  | 2  | Atletismo, Marcha 20 km, Daniel Bautista Boxeo, Peso pluma, Juan Paredes Miranda |
| Moscú 1980          | 0  | 1  | 3  | 4  | Clavados, Trampolín, Carlos Girón Gutiérrez Equitación, Salto individual, Joaquín Pérez de las Heras (montando a Alymony) Equitación, Salto por equipos, Joaquín Pérez de las Heras (montando a Alymony), Jesús Gómez Portugal (montando a Massacre), Gerardo Tazzer (montando a Caribe) y Alberto Valdés Lacarra (montando a Lady Mirka) Equitación, Prueba de los Tres días, Manuel Mendivil (montando a Remember), David Bárcena Ríos (montando a Bombona), José Luis Pérez Soto (montando a Quelite) y Fabián Vázquez (montando a Cocaleco) |
| Los Ángeles 1984    | 2  | 3  | 1  | 6  | Atletismo, Marcha 20 km, Ernesto Canto Atletismo, Marcha 50 km, Raúl González Rodríguez Atletismo, Marcha 20 km, Raúl González Rodríguez Boxeo, Peso gallo, Héctor López Colín Lucha grecorromana, 52 kg, Daniel Aceves Ciclismo, Carrera por puntos, Manuel Youshimatz |
| Seúl 1988           | 0  | 0  | 2  | 2  | Boxeo, Peso Mosca Mario González Lugo Clavados, Plataforma, Jesús Mena Campos |
| Barcelona 1992      | 0  | 1  | 0  | 1  | Atletismo, Marcha 50 km, Carlos Mercenario |
| Atlanta 1996        | 0  | 0  | 1  | 1  | Atletismo, Marcha 20 km, Bernardo Segura |
| Sídney 2000         | 1  | 2  | 3  | 6  | Halterofilia, 58 kg, Soraya Jiménez Atletismo, Marcha 20 km, Noé Hernández Clavados, Trampolín, Fernando Platas Atletismo, Marcha 50 km, Joel Sánchez Guerrero Boxeo, Peso ligero, Christian Bejarano Benítez Taekwondo, +80 kg, Víctor Manuel Estrada Garibay |
| Atenas 2004         | 0  | 3  | 1  | 4  | Atletismo, 400 m planos femenil, Ana Guevara Ciclismo, Carrera por puntos, Belém Guerrero Méndez Taekwondo, -58 kg, Óscar Salazar Blanco Taekwondo, -57 kg, Iridia Salazar Blanco |
| Pekín 2008          | 2  | 0  | 2  | 4  | Taekwondo, +67 kg, María del Rosario Espinoza Taekwondo, -58 kg, Guillermo Pérez Sandoval Clavados, Sincronizado plataforma, Tatiana Ortiz y Paola Espinosa Halterofilia, 75 kg, Damaris Aguirre |
| Londres 2012        | 1  | 3  | 4  | 8  | Fútbol, Varonil Selección de fútbol sub-23 de México: José de Jesús Corona, Israel Jiménez, Carlos Salcido, Hiram Mier, Darvin Chávez, Diego Reyes, Javier Cortés, Marco Fabián, Oribe Peralta, Giovani dos Santos, Javier Aquino, Raúl Jiménez, Héctor Herrera, Jorge Enríquez, Néstor Vidrio, Miguel Ponce, Néstor Araujo, José Antonio Rodríguez. Clavados, Sincronizado plataforma, Iván García y Germán Sánchez Clavados, Sincronizado plataforma Paola Espinosa y Alejandra Orozco Loza Tiro con Arco, Individual femenil, Aída Román Tiro con Arco, Individual femenil, Mariana Avitia Clavados, Trampolín Laura Sánchez Soto Taekwondo, +67 kg, María del Rosario Espinoza Halterofilia, 63 kg, Luz Acosta |
| Río de Janeiro 2016 | 0  | 3  | 2  | 5  | Atletismo, Marcha 20 km, María Guadalupe González Clavados, Plataforma, Germán Sánchez Taekwondo, +67 kg, María del Rosario Espinoza Boxeo, 75 kg, Misael Rodríguez Pentatlón moderno, Masculino, Ismael Hernández |
| Tokio 2020          | 0  | 0  | 4  | 4  | Tiro con arco, Equipos mixtos, Alejandra Valencia y Luis Álvarez Murillo Clavados, Plataforma sincronizados femenil, Alejandra Orozco Loza y Gabriela Agúndez Halterofilia, 76 kg femenil, Aremi Fuentes Fútbol, Masculino, Selección varonil (Luis Malagón, Guillermo Ochoa, Sebastián Jurado, Jorge Sánchez, César Montes, Jesús Angulo, Johan Vásquez, Vladimir Loroña, Adrián Mora, Luis Romo, Carlos Rodríguez, Erick Aguirre, Uriel Antuna, José Joaquín Esquivel, Sebastián Córdova, Ricardo Angulo, Fernando Beltrán, Roberto Alvarado, Henry Martín, Diego Lainez, Alexis Vega, Eduardo Aguirre) |
| París 2024          | 0  | 3  | 2  | 5  | Judo, -63 kg, Prisca Awiti Clavados, Trampolín 3m sincronizados varonil, Osmar Olvera y Juan Celaya Boxeo, 71 kg, Marco Verde Tiro con arco, Equipo femenino, Ángela Ruiz, Alejandra Valencia y Ana Paula Vázquez Clavados, Trampolín 3m, Osmar Olvera |
| Total               | 13 | 27 | 38 | 78 | |

## Medallas obtenidas por deportes
| Deporte            | Medallas por deporte |    |    |    | %      |
| ------------------ | -------------------- | -- | -- | -- | ------ |
| Clavados           | 17                   | 1  | 8  | 8  | 21.79% |
| Boxeo              | 14                   | 2  | 4  | 8  | 17.94% |
| Atletismo          | 11                   | 3  | 6  | 2  | 14.10% |
| Taekwondo          | 7                    | 2  | 2  | 3  | 8.97%  |
| Ecuestres          | 7                    | 2  | 1  | 4  | 8.97%  |
| Halterofilia       | 4                    | 1  | 0  | 3  | 5.12%  |
| Tiro con Arco      | 4                    | 0  | 1  | 3  | 5.12%  |
| Natación           | 2                    | 1  | 0  | 1  | 2.56%  |
| Fútbol             | 2                    | 1  | 0  | 1  | 2.56%  |
| Ciclismo           | 2                    | 0  | 1  | 1  | 2.56%  |
| Polo               | 2                    | 0  | 0  | 2  | 2.56%  |
| Esgrima            | 1                    | 0  | 1  | 0  | 1.28%  |
| Lucha grecorromana | 1                    | 0  | 1  | 0  | 1.28%  |
| Tiro               | 1                    | 0  | 1  | 0  | 1.28%  |
| Judo               | 1                    | 0  | 1  | 0  | 1.28%  |
| Basquetbol         | 1                    | 0  | 0  | 1  | 1.28%  |
| Pentatlón Moderno  | 1                    | 0  | 0  | 1  | 1.28%  |
| Total              | 78                   | 13 | 27 | 38 | 100%   |

## Máximos medallistas mexicanos
| Deportista                 | Medallas |   |   |   | Deporte       |
| -------------------------- | -------- | - | - | - | ------------- |
| Humberto Mariles           | 3        | 2 | 0 | 1 | Ecuestres     |
| Joaquín Capilla            | 4        | 1 | 1 | 2 | Clavados      |
| María del Rosario Espinoza | 3        | 1 | 1 | 1 | Taekwondo     |
| Rubén Uriza                | 2        | 1 | 1 | 0 | Ecuestres     |
| Raúl González              | 2        | 1 | 1 | 0 | Atletismo     |
| Germán Sánchez             | 2        | 0 | 2 | 0 | Clavados      |
| Paola Espinosa             | 2        | 0 | 1 | 1 | Clavados      |
| Osmar Olvera               | 2        | 0 | 1 | 1 | Clavados      |
| Alejandra Orozco Loza      | 2        | 0 | 1 | 1 | Clavados      |
| Joaquín Pérez de las Heras | 2        | 0 | 0 | 2 | Ecuestres     |
| Alejandra Valencia         | 2        | 0 | 0 | 2 | Tiro con arco |

## Delegaciones olímpicas
| Edición             | Abanderado(a)                              | Deporte                                    | Delegación Mexicana                        | Delegación Mexicana                        | Delegación Mexicana                        | Delegación Mexicana                        | Delegación Mexicana                        |
| Edición             | Abanderado(a)                              | Deporte                                    | Deportistas                                | Hombres                                    | Mujeres                                    | D/D                                        | Comp                                       |
| ------------------- | ------------------------------------------ | ------------------------------------------ | ------------------------------------------ | ------------------------------------------ | ------------------------------------------ | ------------------------------------------ | ------------------------------------------ |
| Atenas 1896         | México no participó.                       | México no participó.                       | México no participó.                       | México no participó.                       | México no participó.                       | México no participó.                       | México no participó.                       |
| París 1900          |                                            |                                            | 4                                          | 4                                          | 0                                          | 1                                          |                                            |
| San Luis 1904       | México no participó.                       | México no participó.                       | México no participó.                       | México no participó.                       | México no participó.                       | México no participó.                       | México no participó.                       |
| Londres 1908        | México no participó.                       | México no participó.                       | México no participó.                       | México no participó.                       | México no participó.                       | México no participó.                       | México no participó.                       |
| Estocolmo 1912      | México no participó.                       | México no participó.                       | México no participó.                       | México no participó.                       | México no participó.                       | México no participó.                       | México no participó.                       |
| Berlín 1916         | Suspendidos por la Primera Guerra Mundial. | Suspendidos por la Primera Guerra Mundial. | Suspendidos por la Primera Guerra Mundial. | Suspendidos por la Primera Guerra Mundial. | Suspendidos por la Primera Guerra Mundial. | Suspendidos por la Primera Guerra Mundial. | Suspendidos por la Primera Guerra Mundial. |
| Amberes 1920        | México no participó.                       | México no participó.                       | México no participó.                       | México no participó.                       | México no participó.                       | México no participó.                       | México no participó.                       |
| París 1924          | Alfredo B. Cuellar                         | Oficial                                    | 15                                         | 15                                         | 0                                          | 3                                          |                                            |
| Ámsterdam 1928      | Jesús Aguirre                              | Atletismo                                  | 30                                         | 30                                         | 0                                          | 6                                          |                                            |
| Los Ángeles 1932    | Eugenia Escudero                           | Esgrima                                    | 73                                         | 71                                         | 2                                          | 12                                         |                                            |
| Berlín 1936         | Tirso Hernández                            | Oficial                                    | 32                                         | 32                                         | 0                                          | 8                                          |                                            |
| Helsinki 1940       | Suspendidos por la Segunda Guerra Mundial. | Suspendidos por la Segunda Guerra Mundial. | Suspendidos por la Segunda Guerra Mundial. | Suspendidos por la Segunda Guerra Mundial. | Suspendidos por la Segunda Guerra Mundial. | Suspendidos por la Segunda Guerra Mundial. | Suspendidos por la Segunda Guerra Mundial. |
| Londres 1944        | Suspendidos por la Segunda Guerra Mundial. | Suspendidos por la Segunda Guerra Mundial. | Suspendidos por la Segunda Guerra Mundial. | Suspendidos por la Segunda Guerra Mundial. | Suspendidos por la Segunda Guerra Mundial. | Suspendidos por la Segunda Guerra Mundial. | Suspendidos por la Segunda Guerra Mundial. |
| Londres 1948        | Francisco Bustamente                       | Tiro                                       | 88                                         | 81                                         | 7                                          | 14                                         |                                            |
| Helsinki 1952       | Joaquín Capilla                            | Clavados                                   | 64                                         | 61                                         | 3                                          | 13                                         |                                            |
| Melbourne 1956      | Joaquín Capilla                            | Clavados                                   | 24                                         | 21                                         | 3                                          | 10                                         |                                            |
| Roma 1960           | Pilar Roldán                               | Esgrima                                    | 69                                         | 63                                         | 6                                          | 14                                         |                                            |
| Tokio 1964          | Fidel Negrete                              | Atletismo                                  | 94                                         | 90                                         | 4                                          | 15                                         |                                            |
| México 1968         | David Bárcena                              | Atletismo                                  | 275                                        | 233                                        | 42                                         | 20                                         |                                            |
| Múnich 1972         | Felipe Muñoz                               | Natación                                   | 174                                        | 152                                        | 22                                         | 20                                         |                                            |
| Montreal 1976       | Teresa Díaz Sandi                          | Gimnasia                                   | 97                                         | 92                                         | 5                                          | 17                                         |                                            |
| Moscú 1980          | Carlos Girón                               | Clavados                                   | 45                                         | 36                                         | 9                                          | 12                                         |                                            |
| Los Ángeles 1984    | Ivar Sisniega                              | Atletismo                                  | 99                                         | 77                                         | 22                                         | 18                                         |                                            |
| Seúl 1988           | Ernesto Canto                              | Atletismo                                  | 86                                         | 66                                         | 17                                         | 17                                         |                                            |
| Barcelona 1992      | Jesús Mena                                 | Clavados                                   | 102                                        | 76                                         | 26                                         | 18                                         |                                            |
| Atlanta 1996        | Nancy Contreras                            | Ciclismo                                   | 98                                         | 70                                         | 28                                         | 19                                         |                                            |
| Sídney 2000         | Fernando Platas                            | Clavados                                   | 78                                         | 52                                         | 26                                         | 19                                         |                                            |
| Atenas 2004         | Fernando Platas                            | Clavados                                   | 109                                        | 59                                         | 50                                         | 20                                         |                                            |
| Pekín 2008          | Paola Espinosa                             | Clavados                                   | 83                                         | 43                                         | 40                                         | 23                                         |                                            |
| Londres 2012        | María Espinoza                             | Taekwondo                                  | 99                                         | 62                                         | 37                                         | 23                                         |                                            |
| Río de Janeiro 2016 | Daniela Campuzano                          | Ciclismo                                   | 125                                        | 80                                         | 45                                         | 29                                         |                                            |
| Tokio 2020          | Gabriela López Rommel Pacheco              | Golf Clavados                              | 162                                        | 97                                         | 65                                         | 29                                         | 80                                         |
| París 2024          | Alejandra Orozco Emiliano Hernández        | Clavados Pentatlón moderno                 | 109                                        | 46                                         | 63                                         | 29                                         |                                            |

## Situación en el medallero
Juegos Olímpicos de verano
| Evento              | Oro | Plata | Bronce | Total |
| ------------------- | --- | ----- | ------ | ----- |
| París 1900          | 0   | 0     | 1      | 1     |
| París 1924          | 0   | 0     | 0      | 0     |
| Ámsterdam 1928      | 0   | 0     | 0      | 0     |
| Los Ángeles 1932    | 0   | 2     | 0      | 2     |
| Berlín 1936         | 0   | 0     | 3      | 3     |
| Londres 1948        | 2   | 1     | 2      | 5     |
| Helsinki 1952       | 0   | 1     | 0      | 1     |
| Melbourne 1956      | 1   | 0     | 1      | 2     |
| Roma 1960           | 0   | 0     | 1      | 1     |
| Tokio 1964          | 0   | 0     | 1      | 1     |
| México 1968         | 3   | 3     | 3      | 9     |
| Múnich 1972         | 0   | 1     | 0      | 1     |
| Montreal 1976       | 1   | 0     | 1      | 2     |
| Moscú 1980          | 0   | 1     | 3      | 4     |
| Los Ángeles 1984    | 2   | 3     | 1      | 6     |
| Seúl 1988           | 0   | 0     | 2      | 2     |
| Barcelona 1992      | 0   | 1     | 0      | 1     |
| Atlanta 1996        | 0   | 0     | 1      | 1     |
| Sídney 2000         | 1   | 2     | 3      | 6     |
| Atenas 2004         | 0   | 3     | 1      | 4     |
| Pekín 2008          | 2   | 0     | 2      | 4     |
| Londres 2012        | 1   | 3     | 4      | 8     |
| Río de Janeiro 2016 | 0   | 3     | 2      | 5     |
| Tokio 2020          | 0   | 0     | 4      | 4     |
| París 2024          | 0   | 3     | 2      | 5     |
| Total               | 13  | 27    | 38     | 78    |

## Ubicación en el medallero
| México. Ubicación histórica en el medallero. | México. Ubicación histórica en el medallero. | México. Ubicación histórica en el medallero. | México. Ubicación histórica en el medallero. | México. Ubicación histórica en el medallero. |
|                                              | Juegos                                       | Países                                       | Posición absoluta                            |                                              |
| -------------------------------------------- | -------------------------------------------- | -------------------------------------------- | -------------------------------------------- | -------------------------------------------- |
| 1                                            | París 1900                                   | 24                                           | 12                                           |                                              |
| 2                                            | París 1924                                   | 44                                           | No obtuvo medallas.                          |                                              |
| 3                                            | Ámsterdam 1928                               | 46                                           | No obtuvo medallas.                          |                                              |
| 4                                            | Los Ángeles 1932                             | 37                                           | 21                                           |                                              |
| 5                                            | Berlín 1936                                  | 49                                           | 28                                           |                                              |
| 6                                            | Londres 1948                                 | 59                                           | 17                                           |                                              |
| 7                                            | Helsinki 1952                                | 69                                           | 36                                           |                                              |
| 8                                            | Melbourne 1956                               | 67                                           | 23                                           |                                              |
| 9                                            | Roma 1960                                    | 83                                           | 42                                           |                                              |
| 10                                           | Tokio 1964                                   | 93                                           | 35                                           |                                              |
| 11                                           | México 1968                                  | 112                                          | 15                                           |                                              |
| 12                                           | Múnich 1972                                  | 121                                          | 36                                           |                                              |
| 13                                           | Montreal 1976                                | 92                                           | 25                                           |                                              |
| 14                                           | Moscú 1980                                   | 80                                           | 29                                           |                                              |
| 15                                           | Los Ángeles 1984                             | 140                                          | 17                                           |                                              |
| 16                                           | Seúl 1988                                    | 159                                          | 44                                           |                                              |
| 17                                           | Barcelona 1992                               | 169                                          | 50                                           |                                              |
| 18                                           | Atlanta 1996                                 | 197                                          | 74                                           |                                              |
| 19                                           | Sídney 2000                                  | 200                                          | 39                                           |                                              |
| 20                                           | Atenas 2004                                  | 201                                          | 56                                           |                                              |
| 21                                           | Pekín 2008                                   | 204                                          | 36                                           |                                              |
| 22                                           | Londres 2012                                 | 204                                          | 38                                           |                                              |
| 23                                           | Río de Janeiro 2016                          | 206                                          | 61                                           |                                              |
| 24                                           | Tokio 2020                                   | 206                                          | 84                                           |                                              |
| 25                                           | París 2024                                   | 206                                          | 65                                           |                                              |

## Desempeño en cada edición

### París 1900
La primera vez que México tuvo acceso al podio olímpico fue en París 1900 cuando el cuarteto Norteamérica, integrado por los hermanos Manuel, Pablo y Eustaquio Escandón y Barrón, acompañados de William Hayden Wright, ganó la medalla de bronce en el campo de Polo de Bois de Boulogne. Con el paso del tiempo han salido a luz datos como la nacionalidad de Hyden Wright, quien era mexicano como el resto de sus coequiperos.
Foxhunters Hurlingham (Reino Unido, EU e Irlanda) ganó la medalla de oro al vencer 3-1 al Wanderers Rugby (Reino Unido y EU) el 28 de mayo. El bronce lo compartieron Bagatelle París (Francia y Reino Unido) que cayó 6-4 en semifinales con el Foxhunters y los mexicanos -ya debidamente acreditados así en los registros oficiales del COI-, quienes sucumbieron 8-0 ante el Rugby.

### París 1924
El conde Henri de Baillet-Latour vicepresidente del COI, llegó a México el 3 de febrero de 1923 y por mediación de Carlos Rincón Gallardo logró entrevistarse con el presidente Álvaro Obregón para invitarlo a participar en la justa olímpica de 1924.
En su cita con el ejecutivo, el aristócrata belga recalcó que era necesario que el país contara con un comité olímpico como requisito previo, así que a marchas forzadas el primer Comité Olímpico Mexicano -con carácter provisional- quedó integrado el 13 de marzo y fue presidido por el propio Rincón Gallardo, al que se sumó Miguel de Béistegui, representante de México ante el COI desde 1901.
El 23 de abril, el organismo quedó constituido formalmente bajo la presidencia de Carlos Zetina y en noviembre de ese año fue admitido en el COI.
Así, a marchas forzadas se improvisó una delegación capitaneada por Alfredo B. Cuéllar y compuesta por 14 atletas (12 de atletismo y 2 de tiro), quienes fueron abanderados en el Castillo de Chapultepec y partieron a la justa.
En lo deportivo, lo más destacado fue la participación del tirador Manuel Solís, quien finalizó en la novena posición entre 55 competidores en la prueba de 25 metros fuego rápido, empatado con otros 11 tiradores, con 17 puntos, mientras que su compatriota Tirzo Hernández terminó en el lugar 30 con 15 unidades.
En atletismo los resultado fueron desastrosos. En ninguna prueba lograron pasar de la primera serie eliminatoria y finalizaron en último lugar de sus heats en nueve ocasiones.
Quizá el más destacado fue el posteriormente legendario futbolista del América y directivo del Cruz Azul, Carlos Garcés quien superó al español Mendizábal en los 200 m y al argentino Casanovas en los 400, pero en ambas eliminatorias finalizó tercero (solo calificaban a cuartos de final los primeros dos).

### Ámsterdam 1928
Aunque la delegación de 32 mexicanos que participó en Ámsterdam no pudo obtener una solo presea -fue la última edición olímpica que México terminó con las manos vacías-, los resultados fueron mejores a cuatro años antes.
En atletismo destacó Mario Gómez Daza en los 200 metros planos donde superó dos rondas, con un par de segundos lugares, y terminó ubicado entre los 12 mejores del mundo entre 62 competidores.
En boxeo, Alfredo Gaona, "El Carpentier mexicano", obtuvo dos triunfos por decisión que lo ponen en los cuartos de final. Venció al peleador de Luxemburgo Joe Kieffer, y lo mismo hizo con el griego Nikolaos Felix. Los otros tres mexicanos Fidel Ortiz, Raúl Talán y Carlos Orellana se eliminan en la primera ronda por Italia, Finlandia y Rhodesia. A “Gaonita” le falta un lío más con Carlo Cavagnoli, quien el 9 de agosto lo descalifica de la justa olímpica por puntos. El italiano se lleva a Roma la medalla de bronce después de vencer a Baddie Lebanon de Sudáfrica. Y Antal Kocsis, el húngaro, para decepción de Gaona, se lleva la presea de oro.
En esta edición se produjo el debut en torneos oficiales de la selección de fútbol de México al perder 1-7 ante España en el encuentro de octavos de final, para después perder 1-3 contra Chile en la ronda de consolación.

### Los Ángeles 1932
Todos los integrantes del equipo mexicano de boxeo fueron eliminados en sus primeros combates; El peso mosca Francisco Cabañas era la última esperanza. Tras pasar bien la primera ronda venció al italiano Paolo Bruzzi y el 11 de agosto derrotó por decisión al sudafricano Isaac Duke, al día siguiente venció por decisión unánime al británico Stanley Pardoe. La final contra el húngaro Istvan Enekes, el 13 de agosto en el Gran Auditorio Olímpico, fue vibrante con un constante intercambio de golpes fuertes y ligeros, en el tercer asalto Cabañas falló con la izquierda, pero asestó frontal con la diestra, dejando su guardia descubierta. Enekes aprovechó con un derechazo en la barbilla que hizo perder el equilibrio al mexicano y determinó el polémico final de la contienda.
El 3 de agosto, Gustavo Huet empató el liderato general en tiro con rifle con el sueco Bertil Ronnmark con 294 puntos de 300 posibles. Al día siguiente se llevó a cabo una ronda de desempate entre Huet y el sueco, quien se impuso por una sola unidad (294 contra 293). Fue la única medalla obtenida en tiro por un competidor no europeo en los juegos.

### Berlín 1936
El boxeador peso gallo Fidel Ortiz, conocido como "Fidelon" debutó el 10 de agosto en el auditorio Deutschlandhalle y derrotó por decisión al canadiense Caelles. También por puntos venció al inglés Barnes el 11 de agosto y al sudafricano Hannann dos días después en los cuartos de final. Perdió la semifinal contra el estadounidense Jackie Wilson el 14 de agosto, al día siguiente venció con facilidad al sueco Cedenberg para conquistar la medalla de bronce.
En el debut olímpico del baloncesto, la selección mexicana conocida como el equipo del Rojo y el Colorado, pues era comandada por el entrenador Alfonso Rojo de la Vega y su asistente principal Leoncio Colorado Ochoa, conquistó sorpresivamente la medalla de bronce. Venció 32-9 a Bélgica en la primera ronda (7 de agosto).
En la segunda fase, dos días después, México cayó ante Filipinas 32-30, pero en el asalto de consolación permaneció en la justa al vencer a Egipto 32-10 (10 de agosto); en la tercera doblegó a Japón 28-22 (11 de agosto) y en cuartos de final a Italia 34-17 (12 de agosto).
El rival en semifinales era Estados Unidos que promediaba 30 puntos por juego, la derrota era segura, pero la táctica de Rojo de la Vega de "defender lo mejor posible y tratar de sorprender", contuvo al ataque estadounidense. Al final los estadounidenses se levaron el triunfo 25-10, aunque dos hechos marcaron para siempre este partido: por primera vez en el torneo, el ataque de EU fue frenado en menos de 30 puntos y su sólida defensiva tuvo que recurrir al foul 10 veces al verse sorprendida, es decir, el equipo mexicano no anotó canastas; sus diez puntos fueron producto de tiros libres. Nedless, entrenador de EU se acercó a Rojo de la Vega para felicitarlo y preguntarle cómo se llamaba su táctica a lo que el estratega contestó "rompimiento rápido" y le dibujo los trazos en un papel; quizá en esta justa nació el famoso sistema fast break tan popular en EU. Finalmente la escuadra mexicana ganó la medalla de bronce al doblegar a Polonia 26-12.
La selección mexicana de polo, bajo el mando del coronel Alfinio Flores, perdió primero con Inglaterra 13-11. Dos días después los mexicanos cayeron 5-15 con quienes serían los campeones olímpicos: los argentinos. México se adueñó de la medalla de bronce al destrozar 16-2 a Hungría el 7 de agosto.

### Londres 1948
El 10 de agosto de 1948, en el suburbio londinense de Aldershot, inició con malos augurios para México en la Prueba de los Tres Días de Equitación. Competían 15 equipos de tres jinetes cada uno y en su primer día, los mexicanos Raúl Campero y Humberto Mariles finalizaron en el 24.º y 28.º puesto respectivamente. Nada se podía esperar de los jinetes mexicanos, salvo su tenacidad militar. Al final de las tres jornadas el 12 de agosto, Mariles escaló hasta la 12.ª plaza individual, Campero al puesto 21 y Joaquín Solano al 22.º. Estas actuaciones arrastraron al equipo mexicano hasta el tercer puesto general y al podio con 305 puntos, por debajo de estadounidenses (161.5 unidades) y suecos (165).
El sol, ausente desde la inauguración, volvió a posarse sobre Londres el último día de competencias, el 14 de agosto de 1948. Al pie de la antorcha olímpica aguardaban Humberto Mariles y Arete. Era el último jinete y, de hecho, el último competidor de todo el programa olímpico, que debía sortear los 19 obstáculos que cubrían el pasto del Estadio de Wembley repleto con 84 000 espectadores. Aguardaban también en las laterales el francés D´Orgeix, el estadounidense Wing y el mexicano Rúben Uriza todos empatados con 8 puntos negativos, frotándose las manos por entrar al podio. También en el aire estaba la medalla por equipo, la Copa de las Naciones, donde México, con 28 faltas (8 de Uriza y 20 de Alberto Valdés Ramos) aventajaba a España y a Reino Unido.
En el recorrido, Arete cayó con sus cuatro patas sobre el agua de la zanja. Cuatro puntos negativos. Mariles acomodo a su caballo tomo perfectamente el siguiente cajón y los subsecuentes. Cuando libro el macizo y hosco muro final, con algún recargo en el tiempo, lo que le costó 2 puntos y medio de penalización, hubo un silencio total seguido de una aclamación. El oro en salto individual y la Copa de las Naciones le pertenecían a Mariles, Uriza se quedó con la plata. Los Juegos Olímpicos de Londres finalizaron así con la Guardia Británica ejecutando en dos ocasiones el Himno Nacional Mexicano.
La primera experiencia olímpica del estudiante de arquitectura Joaquín Capilla Pérez, en Londres 1948 resultó amarga. El 30 de julio debutó en el trampolín de tres metros finalizando en 4.º lugar. Tres días después tras un quinto lugar en la ronda preliminar, Capilla se colgó el bronce en la plataforma de 10 metros con 113.52 puntos por 130.05 y 122.30 de los estadounidenses Lee y Harlan respectivamente.

### Helsinki 1952
Joaquín Capilla finalizó segundo en la primera ronda de la plataforma de 10 metros el 31 de julio con 78.46 contra 86.38 del gran favorito, el estadounidense Sammy Lee. Al día siguiente después de cuatro clavados cayó hasta el 7.º lugar, pero Capilla solía brillar en los clavados con alto grado de dificultad y escalo posiciones para terminar en 2.º lugar y llevarse la medalla de plata con 145.21 puntos a 11.06 unidades de Lee.

### Melbourne 1956
La primera competencia de Joaquín Capilla fue el trampolín de tres metros, el viernes de 30 de noviembre, en la cual, por un salto defectuoso, se tuvo que conformar con el bronce, superado por los estadounidenses Clothworthy y Harper.
Las cosas para Capilla pintaron diferente en los clavados de plataforma de 10 metros, siguiendo la estrategia ideada por su entrenador Mario Tovar concluyó su carrera olímpica con un auténtico broche de oro escalando posiciones para finalizar en el primer puesto con 152.44 puntos para superar a los estadounidenses Gary Tobian (152.41) y Richard Conner (149.79). En su último salto ejecutó una vuelta y media perfecta con dos giros completos y limpios que levantaron al público de sus asientos, solo una calificación de 9.5 apareció tímida entre los dieces casi unánimes de los jueces.

### Roma 1960
Cuando restaba un solo clavado para concluir su participación olímpica en la competencia de trampolín de 3 metros, el estudiante de arquitectura Juan Botella Medina, se encontraba a un solo punto del estadounidense Gary Tobian y dos por encima de su compañero de Ohio State, Sam Hall, en las calificaciones. La medalla de oro rondaba por la cabeza de Botella antes de ejecutar su clavado de máxima dificultad, un mortal con doble y medio giros. Sin embargo, Botella entró mal al agua y los jueces no se compadecieron de él otorgándole una minúscula puntuación combinada de 14.84 unidades para sumar 162.30. Tobian obtuvo 170.0 y Hall 167.08.

### Tokio 1964
En Arena Korakuen, Juan Fabila Mendoza venció al iraní Ali Akbarzadeh-koi por decisión dividida 3-2 y a Hon Pak Paw de Hong Kong por decisión unánime y llegó al combate contra el campeón olímpico Oleg G Grigoryev, imponiéndose por puntos 3-2. En la semifinal falló su táctica y perdió con el sudcoreano Shin Cho Chung 1-4, con lo que automáticamente obtuvo la medalla de bronce.

### México 1968

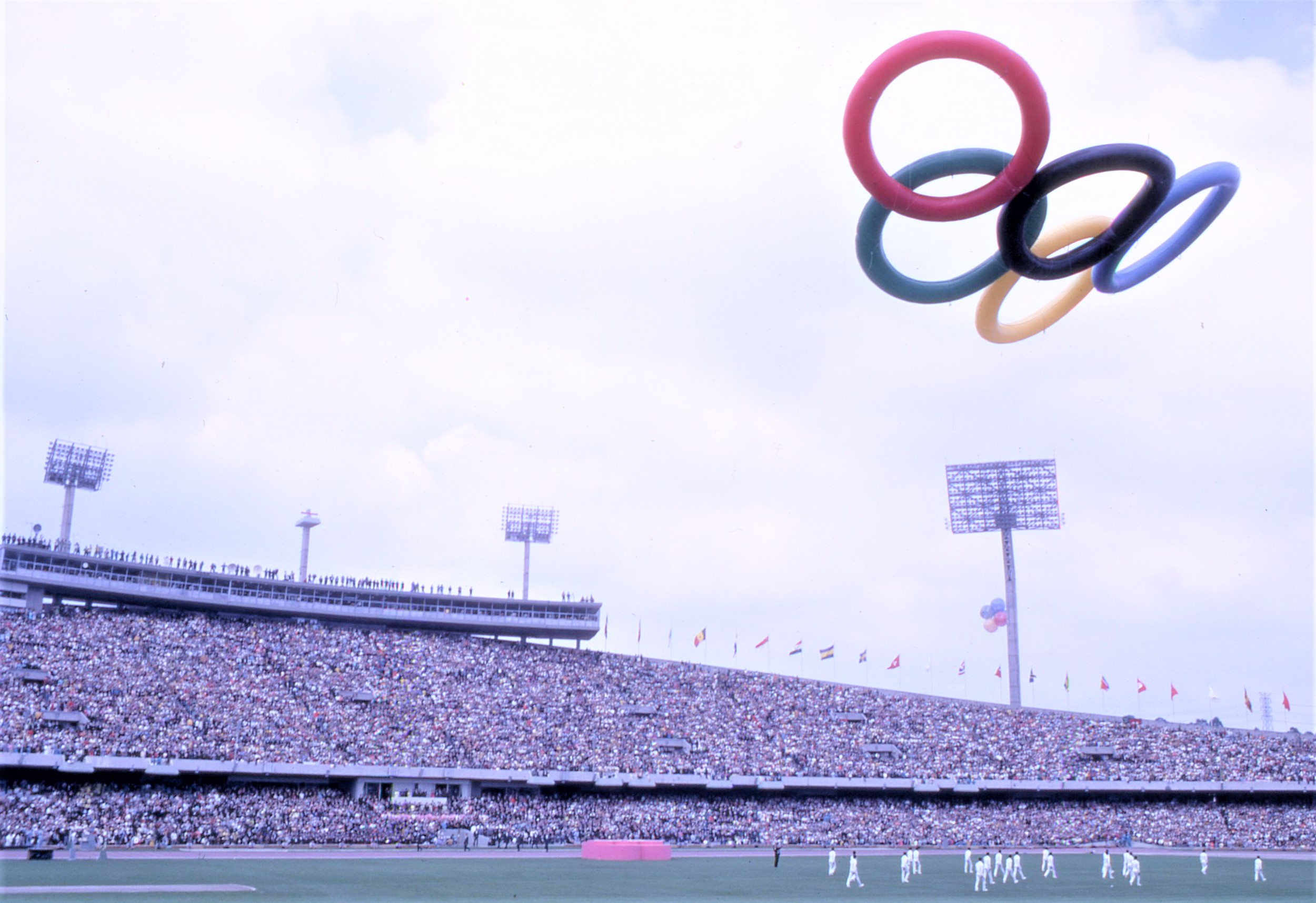
Los Juegos Olímpicos de México 1968 fueron los primeros en ser celebrados en América Latina y en el mundo de habla hispana.

Resultó sorpresivo para la prensa local cuando Felipe Muñoz fue el mejor entre los 36 nadadores en las eliminatorias de 200 metros pecho, el 21 de octubre en el marco de los juegos, pues solo tenía tres años en la natación. Se convirtió apenas en el tercer mexicano en avanzar a final olímpica de natación. Los 10 000 asistentes en la Alberca Olímpica Francisco Márquez se pusieron de pie aquel 23 de octubre, cuando Muñoz, quien marchaba cuarto tras los 100 primeros metros comenzaba a apretar y dejar atrás a todos sus rivales, dejando el cronómetro en 2:28´17.
El camino del Peso Mosca mexicano Ricardo Delgado hacia la medalla de oro en México 1968 fue simplemente avasallador. Tras avanzar bien en la primera ronda, el tepiteño de 21 años ganó todos sus combates por decisiones unánimes: sobre el irlandés Brendan McCarthy (17 de octubre), el japonés Tetseaki Nakamura (20 de octubre) y el brasileño Sebastio de Oliveira (23 de octubre). Delgado ganó la final con lujo de facilidad al polaco Arthur Olech el 26 de octubre en la Arena México.
El complicado transitar de Antonio Roldán comenzó ante el sudanés Abdel Hawid Awad; ganó por decisión unánime. Su victoria 4-1 sobre el irlandés Edward Treacy fue discutida, pero ante el favorito, Valery Plotnikov, dio su mejor pelea, con rectos de izquierda y contragolpes que dejaron al soviético al borde del nocaut, ganó 4-1 por decisión unánime, derrotó en semifinales 3-2 al keniano Philip Waruingi y ganó la medalla de oro el 26 de octubre, debido a la descalificación del estadounidense Albert Robinson por un tope ilegal que le abrió la ceja izquierda en el primer minuto del segundo asalto.
El clavadista Álvaro Gaxiola encabezaba el 24 de octubre la competencia de plataforma 10 metros, después de los cuatro primeros saltos con 58.04 unidades. Al día siguiente inicio flojo y cayó al tercer peldaño, tras siete saltos, entonces Álvaro se alzó con tres ejecuciones poderosas. dos y media vueltas adentro, una y media vuelta atrás y tres y medio giros al frente para asegurar la medalla de plata con 154.49 unidades, solo debajo de las 164.18 de Klaus Dibiasi.
Un triunfo sobre la campeona mundial, la soviética Alexsandra Zabelina, proyecto a Pilar Roldán a la ronda 16, donde venció a la húngara Lidia Sakovios y a la italiana Giovanna Masciotta para disputar las medallas en una ronda entre las seis finalistas. Tras la victoria frente a la francesa Brigitte Gapais y la derrota ante la húngara Ildiko Retjo, Roldán volvió a caer, ahora 2-4 ante la soviética Elena Novikova, pero Pilar se repuso derrotando 4-1 a Galina Gorokova. El duelo ante la sueca Kerstin Palme decidiría todo, y aunque terminaron empatadas, la diferencia fue la balanza de toques que en Roldán (17-14) era superior a la europea (14-16), con lo cual se quedó con la plata.
En su primer combate, el 16 de octubre el peso completo mexicano Joaquín Rocha de 22 años venció 3-2 al ghanés Adonis Ray, con rectos de derecha a la mandíbula, en la siguiente ronda venció al neerlandés Rudolph Lubbers 3-2 el 20 de octubre, en la semifinal cayó derrotado por el rumano Ionis Chepulis y Joaquín se llevó el bronce. Después de vencer al jamaiquino Dinsdale Wright, Agustín Zaragoza aseguró la medalla de bronce al derrotar 4-1 al campeón europeo, el checoslovaco Jan Hedjuk el 21 de octubre. Perdió la semifinal contra el soviético Alexeiv Kiseliev.
José Pedraza entró la tarde del 14 de octubre al Estadio Olímpico Universitario para concluir la marcha de 20 km, escoltando a los soviéticos Vladimir Golubnichy y Nikolav Smaga. Los gritos de 60 000 espectadores arreciaron cuando rebaso a Smaga sobre la marca de 200 metros y lograr así la medalla de plata.
La nadadora María Teresa Ramírez había llegado al certamen con amplia trayectoria, en este participó en cinco diferentes categorías: 200, 400 y 800 metros libres, aunado a los estilos combinado y libre de relevos. En la primera categoría no pasó a las etapas finales, mientras que en la de 400 metros libre quedó en cuarto lugar. El 24 de octubre de 1968, superó a la australiana Karem Rojas por una décima de segundo, obteniendo el tercer puesto en la categoría de 800 metros libre con un tiempo final de 9:38,5 (Rojas hizo un tiempo de 9:38,6 y el segundo lugar se lo llevó la estadounidense Pam Kruse con un tiempo de 9:35,7), y ganando así la medalla de bronce con lo que se convirtió en la segunda mexicana en triunfar en los Juegos Olímpicos, solo después de María del Pilar Roldán, quien obtuvo medalla de plata en esgrima en ese mismo evento.

### Múnich 1972
El peso gallo Alfonso Zamora tuvo la fortuna de avanzar bye en la primera ronda, en la segunda de un fuerte derechazo puso fin a su combate contra el filipino Ricardo Fortaleza dos minutos y 55 segundos del segundo asalto, posteriormente venció al alemán Stefan Foerster, al español Juan Francisco Rodríguez y al estadounidense Ricardo Carreras; el 10 de septiembre perdió la final, de un fuerte derechazo ante el cubano Orlando Martínez debiendo conformarse con la medalla de plata.

### Montreal 1976
La marcha de 20 kilómetros inició con 38 competidores el 23 de julio. Desde el kilómetro ocho, la disputa por las medallas se redujo a cuatro. El mexicano Daniel Bautista seguido de tres alemanes orientales, Hans Reinman, Peter Frenkel y Karl Heinz Stadimuller. Bautista los calibro alternando sprints furiosos con remansos a menor velocidad. El policía de profesión aceleró en forma definitiva y la distancia respecto a sus competidores se amplió a 50, 60 y 70 metros. El poseedor del récord mundial entró solo al Estadio Olímpico de Montreal y paró los cronómetros en 1:24´40.4 con más de 33 segundos de ventaja sobre los germanos.
El peso pluma Juan Paredes Miranda venció al brasileño Raimundo Nonato Alvez por decisión unánime, por decisión dividida 3-2 al japonés Yukio Odagiri y al sudcoreano Choongil Choi 3-2. Con el bronce en las manos Paredes cayó en semifinales ante el cubano Ángel Herrera por decisión unánime.

### Moscú 1980
Tras una actuación mediana en los saltos reglamentarios, Carlos Girón alcanzó la mayor puntuación de su vida en las ejecuciones libres el 23 de julio. Fue el único competidor con dos nueves de calificación, por lo que la lucha por el oro con Aleksandr Portnov fue encarnizada... entonces ocurrió lo inaudito. El soviético cayó de espalda en su octava ejecución, pero el juez sueco Hollander se sacó de la manga la regla D-30 y repitió el clavado por una desconcentación ocasionada por el público. ¡Su público!. Portnov no desaprovechó y superó al mexicano en la puntuación final con 905.025 unidades contra 892.140.
Del 25 al 27 de julio, el equipo ecuestre con formado por el Mayor David Bárcena Ríos, los capitanes Manuel Mendívil, José Luis Pérez Soto y Fabián Vázquez, montados en Bombona, Remember, Quelite y Cocaleco, compitieron en la prueba de los tres días (adiestramiento, campo traviesa y salto). En el primer día, Mendívil y Bárcena se ubicaron con 53 y 54 puntos en el cuarto y quinto; para el segundo, Vázquez quedó eliminado tras golpearse en uno de los obstáculos del trayecto y ser trasladado al hospital, pero pese a lo complicado de la prueba en lo individual, el equipo mexicano consiguió con 1116 puntos mantener el tercer sitio detrás de la URSS e Italia y concretar al tercer día con una gran actuación la medalla de bronce.
El 29 de julio, la cuarteta tricolor formada por Alberto Valdés Lacarra, Jesús Gómez Portugal Montenegro, Gerardo Tazzer Valencia y Joaquín Pérez de las Heras, cabalgando a Lady Mirka, Massacre, Quetzalcóatl y Ali Mony consiguió el bronce de la Prueba de salto por equipos al sumar 59.75 puntos durante los dos recorridos de la competición.

### Los Ángeles 1984
Los 70 000 asistentes al Memorial Coliseum de Los Ángeles no pararon de gritar aquel 3 de agosto de 1984, cuando vieron cruzar por el túnel de ingreso del estadio a dos hombres con playera roja: Ernesto Canto y Raúl González. En las primeras horas de ese día, un total de 39 marchistas habían iniciado la prueba de los 20 kilómetros de marcha; el italiano Maurizio Damilano ganador del oro en la justa moscovita, marchaba al frente, justo a la mitad de la competencia codo con codo con Canto, escoltados ambos por el canadiense Leblanc y por González. Entre los kilómetros 15 y 18 el campeón intentó un furioso escape que su propio organismo no pudo sostener y al doblar la esquina sur de Bulevar Exposition, solo los mexicanos mantuvieron el ritmo. Ernesto cruzó la meta con un tiempo de 1:23´12h, nuevo récord olímpico. Raúl llegó siete segundos atrás para hacer el histórico 1-2 para México, el segundo desde la prueba de salto individual de equitación en los juegos de Londres 1948.
Raúl González (5.º lugar en Montreal 1976 y 6.º en Moscú 1980 en 20 km) participó en la prueba de marcha de 50 kilómetros ocho días después de lograr la plata en 20 km, faltaba su momento de gloria y llegó el 11 de agosto. La competencia inició y el australiano Will Sawal tomó en forma prematura la punta. Al cruzar el kilómetro 30, la lucha se redujo mano a mano con el italiano Maurizio Damilano, el mismo al que González y Canto habían vencido días atrás; Raúl lucio tranquilo y a partir del kilómetro 35 no volvió a ver al europeo que incluso tuvo que abandonar. El resto de la prueba fue una marcha triunfal, González cruzó la meta con un tiempo de 3:47´25h, nueva marca olímpica y seis minutos de ventaja sobre el sueco Gustaffson.
El luchador grecorromano Daniel Aceves se presentó en el Anaheim Convention Center con la estigma de una disciplina que solo había otorgado un sexto lugar en toda la historia a México, inició su camino en la división de 52 kilos ante el ecuatoriano Iván Garcés, a quien derrotó con comodidad 14-4, perdió por descalificación con el turco Erol Kema, a pesar de ir ganando 8-3, posteriormente derrotó al canadiense Richa Hu 14-8 para avanzar a semifinales donde superó al finlandés Taisto Halonen, finalmente el campeón mundial, el japonés Atsushi Miyahara lo derrotó 9-4 en la gran final, quedándose con la medalla de plata.
El boxeador Héctor López Colín se presentó a su primer combate en la división de peso gallo el 2 de agosto noqueando en tres asaltos al indonesio Johnny Asadona, y luego sus cruzados al rostro le dieron el triunfo sobre el nigeriano Joe Orewa, en decisión dividida 4-1, el 8 de agosto aseguró la medalla de plata al derrotar con un contundente 5-0 a Ndaba Dube de Zimbabue, en la semifinal. La final del 9 de agosto la perdió 5-0 ante el canadiense Dale Walters.
El 1 de agosto, el ciclista Manuel Youshimatz sumó ocho unidades para avanzar a la final de la prueba por puntos. En la última contienda el poblano iba en octavo a lugar a falta de 35 de las 150 vueltas. El belga Roger Ilegems se llevó el oro con 37 puntos por 15 del alemán Uwe Messerschmidt, quien completó una vuelta más que el mexicano, llevándose este último la medalla de bronce.
También hay que recordar la medalla de plata que obtuvo Francisco Maciel en tenis (deporte de exhibición), quien fue superado en la final por el gran Stefan Edberg (Suecia), Maciel en su camino a la final venció a grandes figuras, Derek Rostagno (E.U.A.), Emilio Sánchez Vicario (España), Jakob Hlasek (Suiza) y Paolo Cané (Italia).

### Seúl 1988
Jesús Mena se presentó el 26 de septiembre en la prueba eliminatoria de plataforma de 10 metros, en donde algunos errores y los jueces lo colocaron en decimotercer lugar tras los primeros saltos obligatorios. El 27 de septiembre el duranguense ejecutó un décimo y complicado clavado de tres giros y medio hacia atrás, con espeluznante grado de dificultad con el que aseguró majestuosamente la medalla de bronce, solo debajo del chino Xiong Ni y de la gran leyenda Greg Louganis.
El boxeador peso mosca Mario González superó al africano Mathibell en la ronda de dieciseisavos, González se impuso por decisión unánime, posteriormente derrotó 4-1 al hindú Manoi Pingale, en esta pelea sale lesionado del hombro; y curiosamente gana su duelo de cuartos de final por default, ya que su contrincante el ghanés Kotey, también estaba lesionado. Sin embargo la lesión a pesar de que no le impidió competir en la semifinal contra el alemán Andreas Tews, no le permitió vencer y se quedó con la medalla de bronce.

### Barcelona 1992
El sentimiento de la comunidad deportiva mexicana, y de toda la nación en sí, combinaba frustración y angustia el 7 de agosto ante los nulos resultados de la delegación mexicana. Raúl González, presidente de la CONADE había pronosticado 9 medallas antes de los juegos.
Carlos Mercenario trajo un respiro de alivio cuando concluyó en tercer lugar de la prueba de marcha de 50 km sobre la pista de tartán del Estadio Olímpico de Montjuic. La medalla de bronce se transformó en plata tras la descalificación del polaco Robert Korzeniowski, Mercenario paró los cronómetros en 3:52´09.
Sin embargo, en estos juegos olímpicos se tuvo representación en dos deportes de exhibición, la cual resultó un gran éxito: Taekwondo con el oro de William de Jesús Córdova y los bronces de Mónica Torres y Dolores Knoll, así como Pelota Vasca, en donde se obtuvieron 3 medallas de Oro, 2 de Plata y 2 de bronce.

### Atlanta 1996
El marchista Bernardo Segura, cuando se separó de su entrenador polaco Jerzy Hausleber tras el mundial de Gotemburgo 1995, ya pesaban sobre él la eliminación de los Juegos Panamericanos de Mar del Plata 1995 y la eliminatorias rumbo a Barcelona 1992. Bajo la tutela de Ádrian Navarro broto su principal virtud: la perseverancia. El 22 de septiembre grito “la medalla de bronce es nuestra” al concluir la prueba de 20 km en 1:20´23 en tercer lugar detrás del ecuatoriano Jefferson Pérez y el ruso Ilya Markov.

### Sídney 2000
La noche del 18 de septiembre del 2000, cientos de aficionados veían una imagen que quedó marcada para siempre. La halterófila Soraya Jiménez ganó la décima medalla de oro para México, primera desde 1984 en general y primera de la historia para una mujer. En la final la norcoreana Ri Song levantó 97.5 kg en arranque contra 95 de Soraya, pero en su último intento excedió los 10 segundos reglamentarios y levantó 122.5 kilos para totalizar 220. Vino Jiménez quien levantó 127.5 y sumar 225.5 y conseguir así la medalla de oro.
La marcha mexicana paso del delirio al simple contento durante los minutos que mediaron entre la llegada en primer lugar de Bernardo Segura y la noticia de su descalificación, en plena felicitación presidencial de Ernesto Zedillo, la cual otorgó el oro a Robert Korzeniowski y la plata al mexicano Noé Hernández.
Eran los terceros Juegos Olímpicos para Fernando Platas y por fin pudo meterse en el podio el día 24 de septiembre en los clavados de trampolín de tres metros, desde el inicio se colocó en un sitio considerable alejándose del campeón vigente, el ruso Dimitri Sautin. En la última ronda el chino Ni Xiong aseguró el oro con 708.72 puntos, 30 décimas más que el mexicano con 708.42 que le dejó la medalla de plata.
Tras su participación en Seúl 1988 y Barcelona 1992, el marchista Joel Sánchez vio coronados sus esfuerzos al adjudicarse la medalla de bronce en la prueba de 50 km. Hasta el kilómetro 40, Joel marchaba en primer lugar pero recibió su primera amonestación, al 43 dejó pasar al polaco Robert Korseniowski y al letón Aigars Fadejev, finalizó con un tiempo de 3:44.36´h.
El boxeador Christian Bejarano inició su camino al podio el 17 de septiembre con su triunfo 17-5 sobre Gilbert Khuwane, de Botsuana, en la división de los 60 kilogramos, después venció 14-11 (luego de ir perdiendo 4-7) al rumano George Lungu, aseguró el bronce con la victoria 14-12 sobre Almazbek Raimkulov de Kirguistán; pero todo quedó en bronce porque Bejarano fue derrotado en semifinales 22-14 por el ucraniano Andriy Kotelnyk.
Víctor Estrada participó en la categoría de 80 kilogramos de Taekwondo y tras derrotar 4-3 al Campeón del mundo el iraní Madjid Aflakikhamseh se mantenía invicto luego de 2 años y 4 meses, pero fue derrotado por el cubano Ángel Matos 2-0. Ligo triunfos sobre el chileno Felipe Bravo (6-1), ante Sebastián Konan de Costa de Marfil (6-4) y finalmente aseguró el bronce al vencer al sueco Roman Livaja 2-1.

### Atenas 2004
La sonorense Ana Gabriela Guevara detuvo al país unos instantes el 24 de agosto de 2004 cuando realizó su mejor tiempo del año (49.56), que solo le alcanzó para ganar la medalla de plata en la prueba de los 400 metros planos en el Estadio Olímpico de Atenas. Aquejada por las lesiones la campeona de la Golden League 2002 y del Campeonato Mundial de Atletismo de 2003, luchó con la bahameña Tonique Williams quien se llevó el triunfo en la recta final con 49.42.
Con 14 unidades la ciclista mexiquense Belém Guerrero se adjudicó la presea plateada el 25 de agosto en la prueba por puntos. Tras conseguir las primeras cinco unidades luego de 20 vueltas a la pista, Guerrero se mantuvo en los primeros lugares, sobre todo en los dos últimos embalajes en que sumó sus dos últimos puntos.
Iridia Salazar conquistó el bronce en taekwondo en la categoría de 57 kg, al vencer a la española Sonia Reyes; previamente había vencido a la colombiana Paola Andrea Delgado en octavos, en cuartos por decisión a la uzbeka Irina Kaydashiva, en la semifinal perdió 3-2 ante la sudcoreana Ji Wong Jang y en el repechaje venció a la italiana Cristiana Corsi.
Catalogado como la sorpresa olímpica, el taekwondoin Oscar Salazar logró la medalla plateada en la categoría de los 58 kilogramos. Después de vencer en octavos de final al dominicano Gabriel Mercedes, en cuartos al ucraniano Oleksandr Shaposhnyk, y en semifinales al vietnamita Quoc Huan Nguyen, llegó a la final para enfrentar al taiwanés (China Taipéi) Yen Chu Mu entonces campeón del mundo, que se impuso 5-1 al mexicano.

### Pekín 2008
Paola Espinosa y Tatiana Ortiz ganaron la primera medalla de México en los Juegos Olímpicos al llevarse el bronce en los clavados sincronizados desde la plataforma de 10 metros. Fue la primera medalla que conquista México en clavados femeninos en la historia de los juegos. Las chinas Wang Xin y Chen Ruolin se quedaron con la medalla de oro y las australianas Briony Cole y Melissa Wu con la de plata. La pareja china, con una actuación dominante, sumó 363.54 puntos, las australianas, 335.16 y las mexicanas, 330.06, quienes superaron holgadamente a las alemanas Annett Gamm y Nora Subschinski, las cuales finalizaron en cuarta posición, con una diferencia de casi 20 puntos, al sumar 310.29. Espinosa y Ortiz arrancaron con dos saltos fallidos que les hundieron en el último lugar en la piscina del imponente Cubo de Agua. Pero en la tercera ronda tuvieron una zambullida casi perfecta en la que cosecharon 77.76 puntos, solo superadas por las chinas con 79.20, y con ello escalaron de golpe del octavo al tercer lugar.
El taekwondoín Guillermo Pérez ganó la primera medalla de oro para México en estos Juegos Olímpicos. En la primera ronda venció al británico Michael Harvey (3-2), posteriormente al afgano Rohullah Nikpai (2-1) y en la semifinal al tailandés Chutchawal Hawlaor (3-1). La batalla fue muy reñida en la gran final ante el dominicano Gabriel Mercedes, el mexicano ganaba 1-0 en el segundo asalto y a solo a unos segundos de terminar la pelea el dominicano empató tras conectar una patada. Al finalizar los tres asaltos y el punto de oro, los contendientes terminaron 1-1, por lo que se definió la contienda por decisión técnica.
María del Rosario Espinoza, también en el taekwondo, venció a la noruega Nina Solheim por marcador de 4-1 y se llevó la segunda medalla de oro para la delegación mexicana en los Juegos Olímpicos. El combate fue cerrado y la mexicana mostró experiencia para dominar a la competidora escandinava, que terminó tercera en el campeonato del mundo y eliminó a la brasileña Falavigna Natalia en las semifinales, quien nunca pudo descifrar la dura defensa de la mexicana. Espinoza, que derrotó a la tunecina Khaoula Ben Hamza (4-0), a la sueca Karolina Kedzierska (4-2) y a la británica Sarah Stevenson (4-1), sucesivamente, mantuvo la serenidad para marcar los puntos necesarios para levantarse con la victoria. Por su parte, Solheim trató de aguantar cada embate, pero la fuerza de las patadas de la campeona del mundo fue más efectiva.
Damaris Aguirre ocupó el sexto lugar en el evento de 75 kg femenino en levantamiento de pesas, levantó con éxito 109 kg en arranque de una sola movida, y levantó 136 kg en "clean & jerck" de hombro a hombro en dos partes, para un total de 245 kg. Sin embargo, debido a las infracciones por dopaje de tres competidoras, que la antecedieron en la clasificación, y sancionadas con posterioridad en 2016, se le otorgó la medalla de bronce, misma que recibió el 7 de diciembre de 2017.

### Londres 2012
La dupla mexicana conformada por Germán Sánchez e Iván García conquistó la plata en clavados sincronizados, en la especialidad de plataforma de 10 m, solo por detrás de la pareja china de Cao Yuan y Zhang Yanquan, el 30 de julio; ubicándose en un principio en los últimos lugares, pero a partir de la tercera ronda ejecutaron clavados de alto grado de dificultad, que instantáneamente los catapultaron a las primeras posiciones, si bien no obtuvieron las mejores calificaciones debido a la ejecución, les bastó para dominar el segundo lugar.
Caso que se repetiría al día siguiente 1 de agosto, pero en la división femenil, está conformada por la medallista de bronce en parejas de la misma especialidad en Beijing 2008 Paola Espinosa, y la joven tapatía Alejandra Orozco Loza, casualidad que también fueron superadas solo por la dupla China de Chen Roulin y Wang Hao, dando así las primeras dos medallas de plata de la delegación mexicana. 
La tercera medalla en clavados la conquistó la Potosina Laura Sánchez Soto, ganando bronce el 5 de agosto, esta no le fue nada sencillo conseguirla, ya que clavado tras clavado la mexicana escalaba posiciones, pero el quinto y último clavado fue muy reñido, debido a que se codeaba por el bronce contra la italiana Tania Cagnotto, ganándole solo por 0.20 décimas, al igual que con la estadounidense Cassidy Krug y la canadiense Jennifer Abel; el oro lo ganó la experimentada Wu Minxia de China, al igual que su compatriota He Zi la plata, haciendo el 1-2 para su país.
Aída Román de la Ciudad de México y Mariana Avitia de Monterrey fueron la sorpresa en tiro con arco individual femenil al hacer el 2-3 del pódium de dicha disciplina el 2 de agosto, siendo la primera vez que dos mexicanas suben al mismo tiempo a un pódium, y las primeras medallas que se ganan en esta disciplina. Ambas se enfrentaron en un duelo en semifinales para definir quien se enfrentaría por el oro y por el bronce, saliendo victoriosa Román 6-2; posteriormente se enfrentó por la medalla de oro contra la surcoreana Ki Bo Bae, en un duelo que al finalizar los 5 sets quedaron empatadas 5-5, definiendo en muerte súbita a la ganadora, la asiática tiro primero anotando en 8, consecuentemente Aída tiro, lamentablemente su tiro también anotó en el 8, el oro fue para la asiática ya que su flecha quedó más cerca del 10, quedando Román a solo centímetros de la medalla áurea; anteriormente venció a Anastassiya Bannova (KAZ) 6-4 en 1/32, después a Bombayla Devi Laishram (IND) 6-2 en 1/16, Miki Kanie (JPN) 7-3 en 1/8 y a Pia Lionetti (ITA) 6-2 en 1/4. 
Por su parte, Mariana Avitia logró el bronce al derrotar a Khatuna Lorig (USA) 6-2, sus enfrentamientos fueron: Zahra Dehghanabnavi (IRI) 6-2 en 1/32, Naomi Folkard (GBR) 6-2 en 1/16, Carina Christiansen (DEN) 6-2 en 1/8 y Lee Sung Jin (KOR) 6-2 en 1/4.
La originaria de Guasave, Sinaloa, María del Rosario Espinoza ganó la medalla de bronce ante Cuba el 11 de agosto. Convirtiéndose así, en doble medallista olímpica en la categoría +67 kg; Debutó con una victoria de 3-2 sobre Darvin Sorn, de Camboya, pero en cuartos de final perdió 4-6 ante la croata Milica Mandic en una pelea polémica en la que los jueces dieron tres puntos a la europea por un golpe a la cabeza que el video no ratificó, lo cual originó protestas por parte de la delegación mexicana. En la repesca derrotó 13-0 a Talitiga Crawlwy y accedió al combate por la medalla de bronce en el cual superó 4-2 a la cubana Glenhis Hernández. La medalla de oro fue para Milica Mandic (CRO) que le ganó 9-7 Anne Caroline Graffe (FRA), mientras la otra presea de bronce la conquistó Anastasia Baryshnikova (RUS) vencedora de la coreana 7-6 Lee In Jong.
Por su parte la Selección de fútbol sub-23 participó en el Torneo masculino de fútbol en los Juegos Olímpicos de Londres 2012, este se llevó a cabo desde el 25 de julio al 11 de agosto; México fue parte del grupo B donde fueron ubicados Corea del Sur, Gabón y Suiza. En el primer partido empató 0-0 contra Corea del Sur, después enfrentó a Gabón, a quien venció 2-0 con goles de Giovani dos Santos, en su tercer partido enfrentó a Suiza a quien derrotó 1-0. 
En cuartos de final se enfrentó a Senegal a quien derrotó 4-2 en tiempo extra. En semifinales se enfrentaría a Japón donde resurgieron los recuerdos de cuando esta selección le arrebató la medalla de bronce en México 1968. Sin embargo México lo derrotó 3-1.
Finalmente el 11 de agosto en el Estadio de Wembley enfrentó al equipo favorito para llevarse el oro, Brasil. En un partido apretado donde el cuadro carioca falló oportunidades claras, México salió avante y derrotó a Brasil 2-1 con goles de Oribe Peralta, haciendo historia al ganar su primera medalla de fútbol en unos Juegos Olímpicos. Teniendo así la delegación mexicana la mejor actuación en el extranjero, y el segundo mejor medallero solo después de México 1968.
La halterista Luz Acosta había concluido en la sexta posición de la prueba de 63 kilogramos; sin embargo en 2018, tres de sus contrincantes, que la antecedieron en la clasificación, fueron descalificadas por dopaje y por ende a Luz Acosta se le otorgó la medalla de bronce, recibiendola el 15 de noviembre del mismo año.

### Río de Janeiro 2016
La marchista María Guadalupe González hizo historia al ganar la medalla de plata en los 20 kilómetros de marcha, el 19 de agosto. La presea que consiguió, significó el primero para la marcha femenil y el segundo para una mujer en el atletismo mexicano en Juegos Olímpicos. Asimismo, rompió una sequía de 16 años sin una medalla en este deporte, tras la plata que obtuvo Noé Hernández en Sídney 2000, y con la que regresó la relevancia a la disciplina que tantos momentos destacado había dado en pasadas justas veraniegas. En un cierre cardiaco y espectacular, González Romero cruzó la meta en 1 hora 28 minutos y 37 segundos, únicamente superada por la china Hong Liu, quien se llevó el oro por dos segundos de diferencia con la mexicana, por marca de 1:28:35.
El jalisciense Germán Sánchez obtuvo la medalla de plata en la final de plataforma varonil, el 20 de agosto. Este segundo lugar representa la presea 14 de la disciplina, que se convertía en la más ganadora para México en Juegos Olímpicos. Asimismo, “Duva” logró su segundo metal olímpico consecutivo, tras la plata que ganó junto a Iván García en Londres 2012. Sánchez subió al segundo sitio del podio con una puntuación de 532.70, su mejor en competencias mundiales; mientras que el oro fue para el chino Aisen Chen, con 585.30 puntos, y el bronce para el estadounidense David Boudia, con 525.25. Germán fue constante a lo largo de la final y en sus seis ejecuciones recibió siempre más de 80 unidades; 84.15, 81.60, 82.50, 98.05, 95.20 y 91.20 fueron las puntuaciones con las que conquistó la única medalla para México en los clavados.
La taekwondista María del Rosario Espinoza ganó plata en la división de los 67 kilogramos el 20 de agosto tras caer en la disputa por el oro con la china Shuyin Zheng. Espinoza, perdió 5-1 ante la representante del país asiático. Era su tercera medalla olímpica, previamente ganó el oro en su división en Beijing 2008 y el bronce en Londres en 2012. Esto la catapultó como la tercera representante de México con mayor éxito en la historia olímpica, al igualar las tres medallas de Joaquín Capilla y situarse solo por debajo de Humberto Mariles (quien ganó 4 — 2 de oro incluidas—).
El pugilista Misael Rodríguez se tuvo que conformar con la medalla de bronce en la categoría del peso mediano del boxeo, el 18 de agosto. Comenzó en estos juegos con una victoria sobre el iraquí Waheed Karaawi, luego pasó sin pelear ante el irlandés Michel O'Reilli y aseguró el bronce contra el egipcio Hosam Abdin. Sin embargo, en semifinales, el uzbeko Bektemir Melikuziev venció 3-0 al mexicano y pasó a la final. Misael Rodríguez compartió la medalla de bronce con Kanram Shakhsuvarly, de Azerbaiyán.
De manera inesperada, casi sorpresiva, Ismael Hernández se adjudicó la medalla de bronce en la prueba de pentatlón moderno el 20 de agosto, tras acumular 1468 unidades. El logró de Hernández Uscanga es histórico, pues se convirtió en el primer medallista olímpico de esta disciplina para una delegación mexicana. El primer puesto fue para el ruso Alexander Lesun, con 1479 puntos y la plata la consiguió el ucraniano Pavlo Tymoshchenko, con 1472.

### Tokio 2020
La primera medalla mexicana de la justa (y la más rápida de la historia para deportistas mexicanos) corrió a cargo del bronce en la prueba por equipos mixtos del tiro con arco, con Luis Álvarez Murillo y Alejandra Valencia, quienes vencieron a la pareja de Turquía en el partido por el tercer lugar por 6-2. Álvarez se repuso de una flecha de 2 puntos en el segundo set y tuvo aplomo en los siguientes parciales para asegurar la medalla, la primera que conseguía el país en el primer día de competencias de cualquier edición de Juegos Olímpicos. La pareja mexicana dominó por parciales de 36-34, 26-27, 39-36 y 34-33 e hizo válido el pronóstico, pues llegó a Tokio 2020 en el tercer lugar del ranking mundial. Antes de caer en la semifinal ante los coreanos, habían vencido a Alemania y Reino Unido.
Alejandra Orozco Loza y Gabriela Agúndez le dieron a la delegación mexicana su segunda medalla en la justa, con el bronce en los clavados sincronizados desde la plataforma de 10 metros. México acumuló 299.70 puntos, solo detrás de China y Estados Unidos, oro y plata respectivamente. Para Orozco es la segunda presea olímpica en categoría mayor, junto a la plata de Londres 2012 en la misma prueba.
Aremi Fuentes conquistó la medalla de bronce en la final de halterofilia en la categoría de 76kg el 1 de agosto, compartiendo el podio con la ecuatoriana Neise Patricia Dajomes quien se llevó el oro y la estadounidense Katherine Elizabeth Nye con la plata. En una competencia llena de emotividad, Aremi levantó un total de 245 kilogramos, superando a la coreana Suhyeon Kim que por momentos se veía con posibilidades de arrebatar la presea de bronce a la mexicana. Sin embargo, en su segundo y tercer intentos por superarla le fue imposible levantar los 140 kilogramos que se había propuesto. Fuentes inició levantando 108 kilogramos en la arrancada de la final, en el primer intento logró cargar 135 kilos, mientras para el segundo subió un par de kilos para levantar los 137 kilos y quedarse con el bronce pese a fallar en el tercer intento para cargar 139.
La selección olímpica de fútbol habría de obtener la segunda medalla histórica para la disciplina. Dirigida por Jaime Lozano, el plantel reforzado por Guillermo Ochoa, Henry Martín y Luis Romo, incluía destacados futbolistas que ya participaban activamente en la primera división de su país y algunos en el extranjero. El equipo quedó ubicado en el grupo A de la primera ronda del Torneo Olímpico de Fútbol, con las selecciones de Japón, Francia y Sudáfrica. 
En esta fase el equipo mexicano clasificó en segundo lugar luego de vencer 4-1 a Francia en el primer duelo con goles de Vega, Córdova, Antuna y Aguirre; caer derrotado 1-2 ante el anfitrión Japón (gol de Alvarado); y otra victoria, esta 3-0 sobre Sudáfrica (goles de Vega, Romo y Martín.
En cuartos de final, en una de su actuaciones más destacadas, impuso la marca de más goles en un partido para un representativo mexicana en las justas olímpicas, luego de vencer 6-3 a Corea del Sur, con dos goles de Martín y tantos de Romo, Córdova y Aguirre. En semifinales cayó 1-4 en la tanda de tiros penales ante su similar de Brasil, luego de empatar a cero en el tiempo regular.
Finalmente la consecución de la medalla de bronce se concretó el 6 de agosto en el Estadio Saitama 2002 al derrotar 3-1 al conjunto local, la selección de Japón con las anotaciones de Córdova, Vásquez y Vega.

### París 2024
La primera medalla en esta edición corrió por cuenta del equipo femenil de tiro con arco, integrado por Ángela Ruiz, Alejandra Valencia y Ana Paula Vázquez. La competencia se desarrolló el 28 de julio en la explanada de "Los Invalidos"; gracias a su posición en la clasificación mundial evitaron la ronda de octavos de final; en los cuartos derrotaron a las medallistas de bronce en Tokio 2020, la escuadra de Alemania con marcador de 5-1. En las semifinales cayeron 5-3 contra China, y en el duelo por el bronce vencieron 5-2 a Países Bajos.
El 30 de julio en la Arena del Campo Marte, la judoca Prisca Awiti, clasificada como 18.ª del mundo, debutó en la ronda de dieciseisavos de final venciendo 10-0 a Nigara Shaheen del Equipo Olímpico de Refugiados; en octavos de final derrotó 1-0 a la polaca Angelika Szymanzka, vigente subcampeona mundial; en cuartos de final dio cuenta 1-0 de la 10.ª del mundo, la austriaca Lubjana Piovesana; en semifinales ganó su duelo 11-0 contra la croata Katarina Kristo, avanzando a la final, la primera en esta disciplina para una deportista mexicana. En ella concluiría con la presea de plata, luego de caer 1-11 con la serbia Andreja Leski.
El Centro Acuático de París sería el escenario de una nueva destacada actuación en la disciplina que más medallas olímpicas ha entregado a este país. El 2 de agosto en la prueba de trampolín de 3m sincronizado varonil, Osmar Olvera (campeón mundial del trampolín de 1 m) y Juan Celaya (cuarto en esta prueba en Tokio 2020) concluyeron su participación como medallistas de plata, con 444.03 puntos, por debajo de los 446.10 de los representantes de China; un resultado cerrado, en el que los mexicanos encabezaron la competencia en la tercera y cuarta ronda de clavados. El 8 de agosto Osmar Olvera se convirtió en el sexto deportista mexicano que obtiene dos medallas en unos mismos Juegos Olímpicos, luego de concluir con la medalla de bronce en la prueba de trampolín individual, debajo de los chinos, y con una amplia ventaja sobre el resto de los competidores.
El boxeador Marco Verde debutó el 31 de julio en la Arena París Nord, venciendo en la ronda preliminar a Tiago Muxanga de Mozambique (3-2); el 3 de agosto en la misma sede dio cuenta del indio Dev Nishant en los cuartos de final (4-1) garantizando medalla. En la semifinal del 6 de agosto, ahora en el Stade Roland Garros, ganó el duelo contra el británico Lewis Richardson para avanzar a la final (3-2), la primera para un boxeador mexicano desde 1984. El 9 de agosto en la final, terminó su participación con la medalla de plata, al caer 5-0 con el uzbeko Asadxoʻja Moʻydinxoʻjayev, vigente campeón mundial.

## Desempeño en deportes de exhibición en Juegos Olímpicos
| Evento           |   |   |    | T  | Detalle |
| ---------------- | - | - | -- | -- | --- |
| México 1968      | 5 | 1 | 5  | 11 | Pelota vasca, Frontenis, Roberto Sanciprián, Jorge Loaiza, Ismael Hernández Pelota vasca, Pelota goma, José Becerra Torres, Rubén Rendón, Antonio Gastelum y Alfredo Baltazar Tenis, Individuales masculino, Rafael Osuna Tenis, Doble masculino (demostración), Rafael Osuna y Vicente Zarazura Tenis, Dobles masculino (exhibición), Rafael Osuna y Vicente Zarazura Tenis, Dobles masculino (exhibición), Joaquín Loyo-Mayo (en pareja con el francés Pierre Darmon) Tenis, Dobles masculino (demostración), Joaquín Loyo-Mayo (en pareja con el francés Pierre Darmon) Tenis, Dobles femenino (exhibición) Cecilia Rosado (en pareja con la soviética Zaiga Yansone) Pelota vasca, Pelota mano, Ismael Hernández, Raymundo Tovar, Víctor Rivero y Rosendo Izquierdo Pelota vasca, Cesta Punta, José Hamui, Moisés Hamui, Alejandro Andrade y Pedro Lanzagorta Pelota vasca, Pelota cuero, Carlos Sánchez, Manuel Beltrán y Mario Del Valle |
| Los Ángeles 1984 | 0 | 1 | 0  | 1  | Tenis, Individuales masculino, Francisco Maciel García |
| Seúl 1988        | 0 | 0 | 3  | 3  | Taekwondo, -50 kg, Enrique Torroella Taekwondo, 64-70 kg Manuel Jurado Taekwondo, -43 kg Mónica Torres |
| Barcelona 1992   | 4 | 2 | 4  | 10 | Pelota vasca, Frontenis varonil, Edgar Salazar Sepúlveda y Jaime Salazar Sepúlveda Pelota vasca, Frontenis femenil, Rosa María Flores Buendía y Miryam Muñoz Cadena Pelota vasca, Pelota mano parejas (trinquete), Alfredo Zea, Pedro Santamaría Saldaña, Raúl Saldaña y Horacio Saldaña Taekwondo, 54-58 kg, William de Jesús Córdoba Pelota vasca, Paleta cuero, Iniestra, Pepe Musi, Pedro Aguirre y Luis Alberto Mercadillo Pelota vasca, Pala corta, Iniestra, Pepe Musi y Arturo Medina Pelota vasca, Pelota mano parejas (frontón), Francisco Vega, Pedro Olivos y Alfonso Izquierdo Pelota vasca, Cesta punta, Juan Pablo y Francisco Valdés y Javier Ugartechea Taekwondo, -43 kg, Mónica Torres Taekwondo, 51-55 kg, Dolores Knoll |
| Total            | 9 | 4 | 12 | 25 | |

## Desempeño en los Juegos Olímpicos de la Juventud
| Evento            |   |    |    | T  | Detalle |
| ----------------- | - | -- | -- | -- | --- |
| Singapur 2010     | 0 | 1  | 6  | 7  | Taekwondo,+63 kg, Briseida Acosta Halterofilia,63 kg, Aremi Fuentes Taekwondo,-63 kg, Alejandro Valdés Pentatlón moderno, Abraham Camacho Canotaje,C1, Pedro Castañeda Clavados, Plataforma 10 m, Iván Gacía Triatlón, Relevo Mixto, Adriana Barraza |
| Nankín 2014       | 1 | 7  | 6  | 14 | Clavados,Equipo Mixto, Alejandra Orozco Loza Halterofilia,+63 kg, Ana Lilia Durán Taekwondo,-63 kg, Rubén Nava Atletismo,+5 km, Valeria Ortuño Clavados, Trampolín 3 m, Rodrigo Diego Tiro Deportivo, Rifle de Aire 10 m Equipo Mixto, Santos Valdés Pentatlón Moderno, Relevo Mixto, Ricardo Vera Atletismo, Lanzamiento De Peso, María Fernanda Orozco Taekwondo,+49 kg, Mitzi Carrillo Clavados, Plataforma 10 m, Alejandra Orozco Loza Piragüismo, Sprint C1, Victoria Morales Atletismo,+10 km, Noel Ali Chama Clavados, Plataforma 10 m, Rodrigo Diego Fútbol, Torneo Femenino, Selección fútbol sub-15 |
| Buenos Aires 2018 | 3 | 3  | 6  | 12 | Atletismo, 400 m Luis Antonio Aviles Clavados, Plataforma 10 m, Randall Willars Halterofilia, -48 kg Yésica Hernández Atletismo, 5000m. Sofía Ramos Boxeo, -57kg. Jennifer Carrillo Esgrima, sable individual, Natalia Botello Canotaje, prueba de velocidad, Stephanie Rodríguez Clavados, Plataforma 10 m, Gabriela Agúndez Taekwondo, 44 kg, Alicia Rodríguez Taekwondo, 63 kg, Leslie Soltero Lucha, 51 kg, Axel Salas Halterofilia, 69 kg Mauricio Canul |
| Total             | 4 | 11 | 18 | 33 | |